# إليا لانتراتوف
إليا لانتراتوف (11 نوفمبر 1995 ببروخوروفكا في روسيا - ) هو لاعب كرة قدم روسي في مركز حراسة المرمى. لعب مع لوكوموتيف موسكو وسليوت بيلغورود ‏ وFC Kazanka Moscow ‏.

## روابط خارجية
- إليا لانتراتوف على موقع قاعدة بيانات كرة القدم.إي يو (الإنجليزية)
- إليا لانتراتوف على موقع Soccerway.com (الإنجليزية)
- إليا لانتراتوف على موقع عالم كرة القدم.نت (الإنجليزية)
- إليا لانتراتوف على موقع AS.com (الإسبانية)